# Fritz Lafontaine

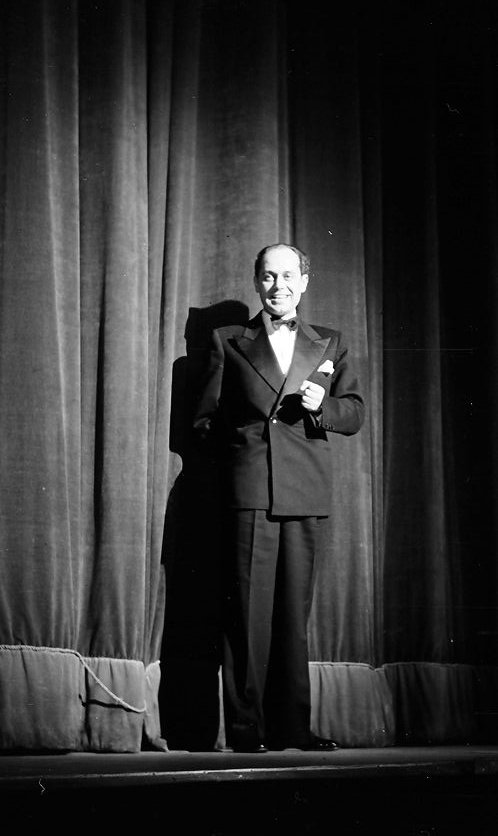
Fritz Lafontaine im Kabarett der Komiker, 1938

Fritz Lafontaine (* 25. Juni 1903 in Fulda; † 31. August 1964 in Haar) war ein deutscher Schauspieler.
Er besuchte nach dem Gymnasium das Polytechnikum und ließ sich zum Architekten ausbilden. Seit 1923 sah man ihn als Bühnenschauspieler, der als jugendlicher Komiker und in Operetten als Buffo eingesetzt wurde. Ab 1930 agierte er an Berliner Bühnen wie dem Theater in der Behrenstraße und an der Komischen Oper.
Mit Beginn des Tonfilmzeitalters wirkte Lafontaine auch bei Filmproduktionen mit. Er war ein typischer vielbeschäftigter Chargendarsteller, der pro Film in der Regel nur kurze Zeit auftrat.

## Filmografie
- 1931: Der Hochtourist
- 1934: Erstens kommt es anders
- 1934: Ich heirate meine Frau
- 1935: Die Geige lockt
- 1935: Liselotte von der Pfalz
- 1936: Geheimnis eines alten Hauses
- 1936: Einmal unten – einmal oben
- 1937: Unter Ausschluß der Öffentlichkeit
- 1937: Vorsicht am Platze. Vorsicht, Vorsicht, Vorsicht!
- 1937: Ein kleiner Reinfall
- 1937: Der Unwiderstehliche
- 1937: Gabriele: eins, zwei, drei
- 1938: Das Mädchen von gestern Nacht
- 1938: Die Umwege des schönen Karl
- 1938: Die 4 Gesellen
- 1940: Trenck, der Pandur
- 1942: Fronttheater
- 1944: Die Frau meiner Träume
- 1950: Die Nacht ohne Sünde
- 1951: Der Tiger Akbar
- 1951: Die Frauen des Herrn S.
- 1951: Das seltsame Leben des Herrn Bruggs
- 1953: Bis fünf nach zwölf – Adolf Hitler und das 3. Reich
- 1953: Die vertagte Hochzeitsnacht
- 1953: Man nennt es Liebe
- 1953: Ehe für eine Nacht
- 1953: Der unsterbliche Lump
- 1953: Jonny rettet Nebrador
- 1953: Tante Jutta aus Kalkutta
- 1954: Heimweh nach Deutschland
- 1954: Sonne über der Adria
- 1954: Rosen aus dem Süden
- 1956: Rosen für Bettina
- 1956: IA in Oberbayern
- 1956: Kitty und die große Welt
- 1956: Weil du arm bist, mußt du früher sterben
- 1956: Manöverball
- 1956: Durch die Wälder, durch die Auen
- 1957: Liebe, wie die Frau sie wünscht
- 1957: Jägerblut
- 1957: Casino de Paris
- 1958: Gräfin Mariza
- 1958: Auferstehung
- 1958: Der Sündenbock von Spatzenhausen
- 1960: Schlußakkord
- 1960: Im weißen Rößl
- 1963: Die sanfte Tour (TV-Serie) – Der Baron und die Schirme
- 1964: Sie schreiben mit (TV-Serie) – Zweimal Barbara
- 1964: Das Kriminalmuseum (TV-Serie) – Der stumme Kronzeuge